# Pappea capensis
Pappea capensis là một loài thực vật có hoa trong họ Bồ hòn. Loài này được Eckl. & Zeyh. mô tả khoa học đầu tiên năm 1835.

## Hình ảnh

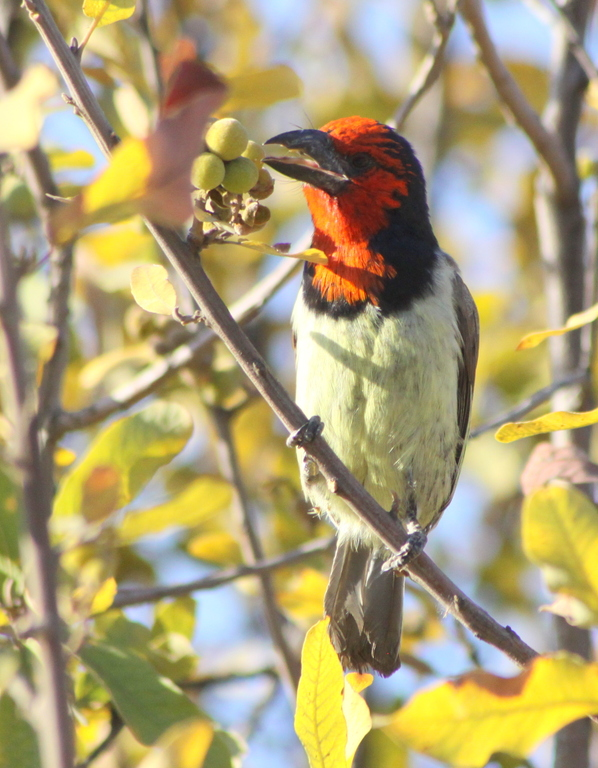
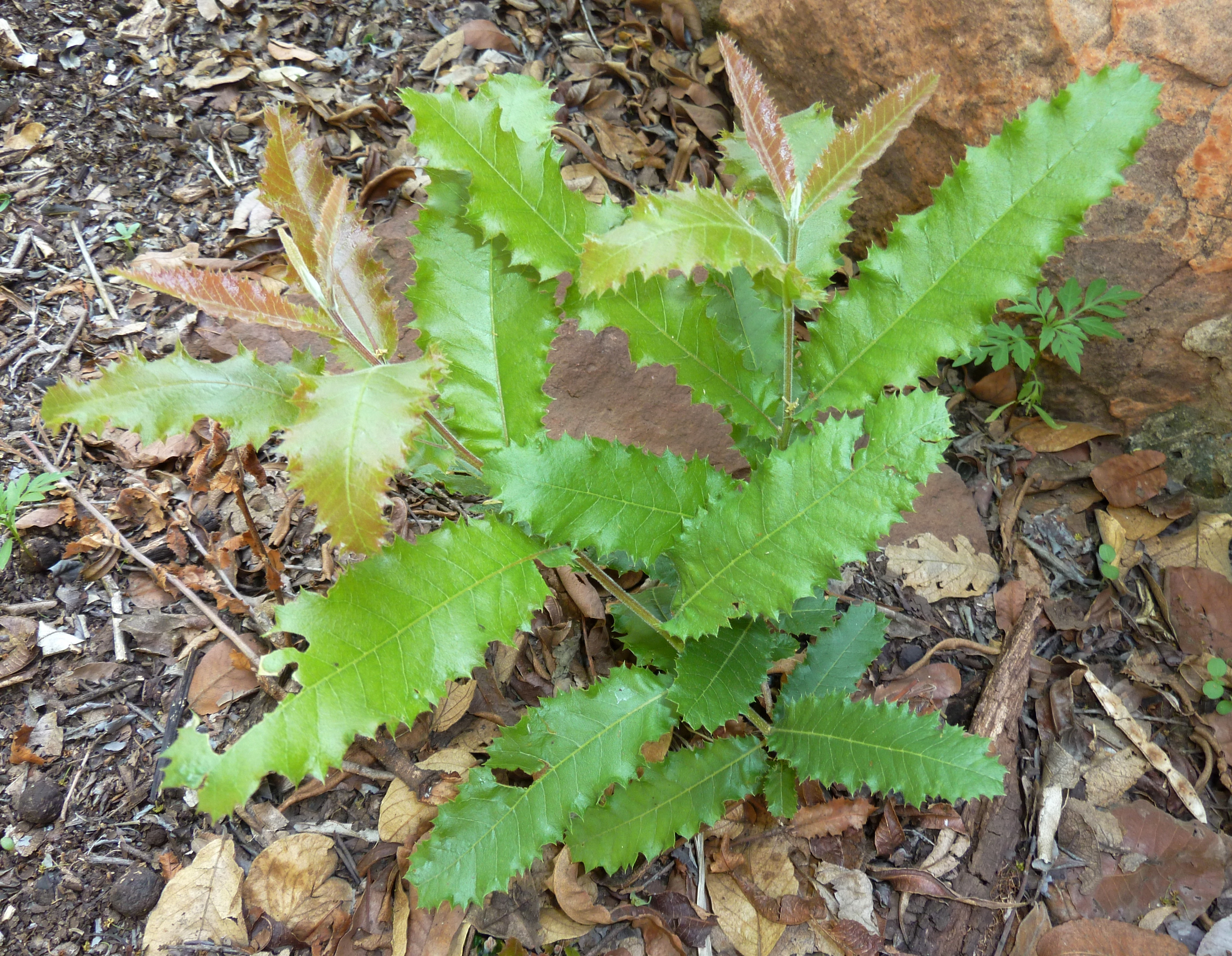